# Ideias evolutivas do Renascimento

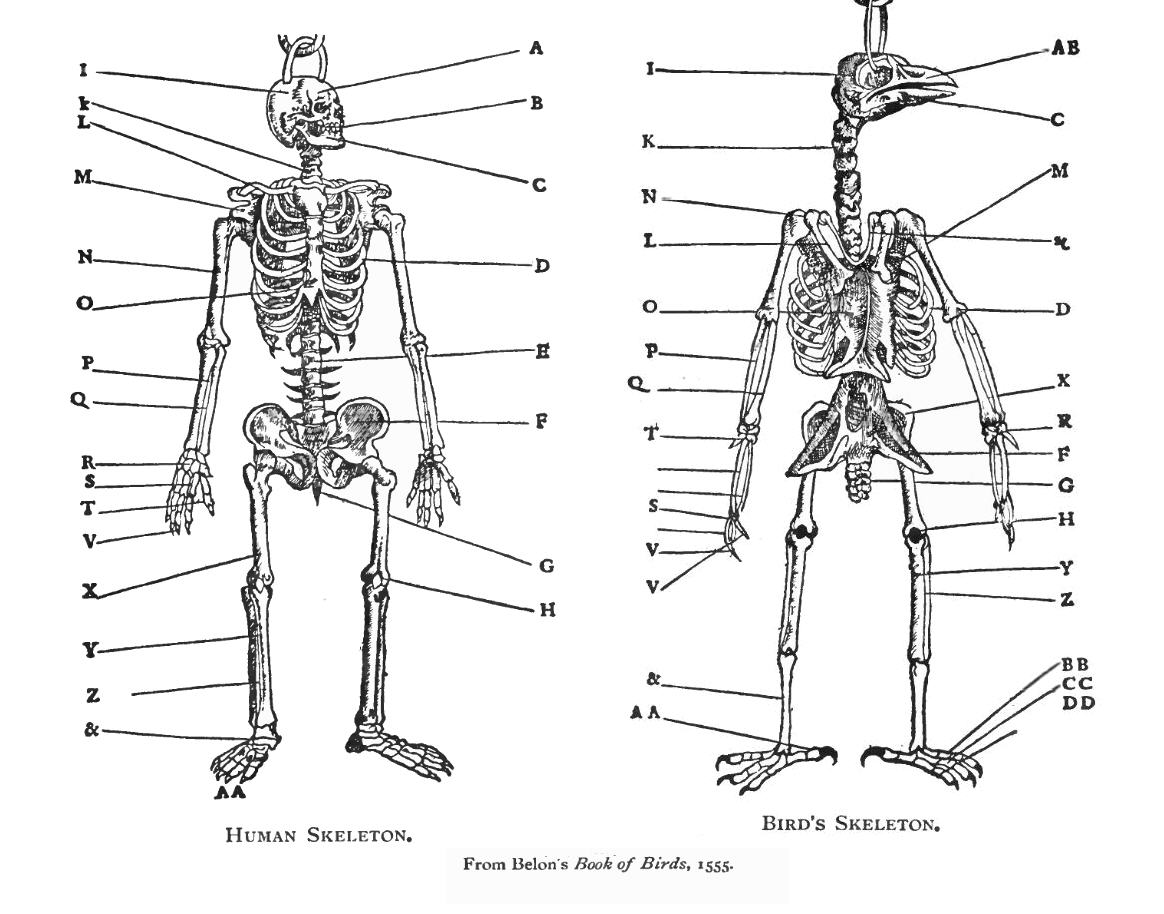
Pierre Belon comparou os esqueletos de aves e humanos no seu Book of Birds (1555).

Ideias evolutivas do Renascimento desenvolveram-se à medida que a história natural se tornou mais sofisticada durante os séculos XVII e XVIII, e a revolução científica e o crescimento da filosogia mecanicista encorajou a visão do mundo natural como uma máquina cujas operações podem ser analisadas. Apesar disso, as ideias evolutivas do princípio do século XVII eram de natureza religiosa e espiritual. Na 2ª metade do século XVIII ideias mais materialistas e explícitas sobre evolução biológica começaram a emergir tornando esta como uma era importante na história do pensamento evolutivo.

## Século XVII e início do século XVIII
A palavra evolução (do latim evolutio, que significa "desenrolar como um rolo") apareceu na língua inglesa no século XVII, referindo-se a uma sequência ordenada de eventos, particularmente quando o resultado final estava de alguma forma contida dentro dela desde o início. O termo foi usado notadamente em 1677, quando Sir Matthew Hale, atacando o atomismo ateu de Democritus e Epicurus, usou o termo evolução para descrever as ideias dos seus opositores de que vibrações e colisões de átomos no vazio - sem intervenção divina - tinham formado "Sementes Primordiais" (semina) que foram os "Princípios imediatos, primitivos, produtivos de Homem, Animais, Aves e Peixes". Para Hale, este mecanismo era "absurdo", porque "teria potencialmente pelo menos todo o Sistema de Natureza Humana, ou pelo menos o Princípio Ideal ou a sua Configuração, na evolução do que o complemento e formação da Natureza Humana deve consistir ... e tudo isto a partir da coalescência fortuita de Átomos sem sentidos e mortos.
Embora Hale (ironicamente) tenha usado o termo evolução pela primeira vez argumentando contra a visão mecanística exacta do mundo que a palavra viria a simbolizar, demonstrou também que pelo menos algumas teorias evolutivas exploradas entre 1650 e 1800 postulavam que o universo, incluindo a vida na terra, tinham-se desenvolvido mecanicamente, inteiramente sem orientação divina. Por esta altura, o mecanicismo de Descartes, reforçado pela física de Galileu e Newton, começou a encorajar a visão do universo como uma máquina que viria a caracterizar a revolução científica. Contudo, a maioria das teorias evolutivas contemporâneas, incluindo as desenvolvidas pelos filósofos idealistas alemães Schelling e Hegel (e ridicularizados por Schopenhauer), defendiam que evolução era um processo fundamentalmente espiritual, com a totalidade do percurso da evolução natural e do homem sendo uma "auto-revelação do Absoluto".
Tipicamente para estes teóricos, Gottfried Leibniz postulou em 1714 que "mónades" dentro de objectos causavam movimento por meio de forças interiores, e mantinham que "os 'germes' de todas as coisas sempre existiram ... [e] continham dentro de si princípios internos de desenvolvimento que os conduzem através de uma vasta série de metamorfoses" para se tornarem em formações geológicas, formas de vida, psicologias e civilizações do presente. Leibniz sentia claramente que a evolução procedia sobre princípios divinos — na sua De rerum originatione radicali (1697), escreveu: "O aumento cumulativo da beleza e perfeição universal das obras de Deus, um progresso perpétuo e ilimitado do universo como um todo deve ser reconhecido, de modo que avance para um estado superior de cultivação." Outros, como J. G. von Herder, expressaram ideias similares.

## Meados do século XVIII
Em 1751, em Venus Physique, Pierre Louis Maupertuis desvia-se para terreno mais materialista. Escreveu sobre modificações naturais que ocorreram durante a reprodução e que se acumularam ao longo de muitas gerações, produzindo raças e até mesmo novas espécies. Antecipou também em termos gerais a ideia de selecção natural.
Ideias vagas e gerais de evolução continuaram a proliferam entre os filósofos Iluministas do século XVIII. G. L. L. Buffon sugeriu que aquilo que a maioria das pessoas referia como uma espécie era meramente uma variedade bem-demarcada. Ele pensava que membros do que era então chamado um género (que em termos da classificação científica moderna seria uma família) são todos descendentes de um antepassado comum único. O ancestral de cada família teria surgido por geração espontânea; efeitos ambientais teriam então causado a sua divergência em espécies diferentes. Especulou que as aproximadamente 200 espécies de mamíferos então conhecidas teriam descendido de 38 formas originais. O conceito de evolução de Buffon era estritamente limitado. Ele acreditava que havia "moldes internos" que formaram a geração espontânea de cada família e que as famílias em si era inteiramente e eternamente distintas. Assim, liões, tigres, leopardos, pumas e gatos domésticos podiam partilhar um ancestral comum, mas cães e gatos não. Apesar de Darwin ter creditado Aristóteles no prefácio da 6ª edição da Origem das Espécies por ter antecipado o conceito de selecção natural, também escreveu que "o primeiro autor que a tratou com o espírito científico nos tempos modernos foi Buffon.
Entre 1767 e 1792 James Burnett, Lord Monboddo inclui nos seus escritos não só o conceito de que o homem descendeu de primatas, mas também que, em resposta ao seu ambiente, criaturas teriam encontrado métodos de transformar as suas características ao longo de longos períodos de tempo. Produziu também pesquisa sobre a evolução de linguística, que foi citada por Erasmus Darwin no seu poema (ver abaixo). Jan-Andrew Henderson afirma que Monboddo foi o primeiro a articular a teoria de selecção natural.
Em 1792, o filósofo Emanuel Kant apresenta, na sua Crítica do Julgamento, o que refere como uma "aventura audaz da razão", em que "um ser orgânico derivou de um outro ser orgânico, apesar de a partir de um que é especificamente diferente; por exemplo, alguns animais aquáticos transformaram-se gradualmente em animais de pântano e a partir destes, após algumas gerações, em animais terrestres." Alguns filósofos do século XX, como Eric Voegelin, creditaram Kant por antever a teoria evolutiva moderna.
Em 1796, Erasmus Darwin publicou Zoönomia, que sugeria "que todos os animais de sangue quente originaram de um único filamento vivo ... com o poder de adquirir novas partes" em resposta a estímulos, com cada ronda de melhoramentos sendo herdados por gerações sucessivas. No seu poema de 1802, Temple of Nature, descreve o surgimento da vida a partir de organismos minúsculos que vivem na lama até a sua diversidade moderna:

First forms minute, unseen by spheric glass,

Move on the mud, or pierce the watery mass;

These, as successive generations bloom,

New powers acquire and larger limbs assume;

Whence countless groups of vegetation spring,

And breathing realms of fin and feet and wing.

Tradução:
Primeiro formas minúsculas, invisíveis por vidro esférico,

Mexem-se na lama, ou perfuram a massa aquífera;

Estes, enquanto as sucessivas gerações florescem,

Novos poderes adquirem e membros maiores assumem;

Enquanto grupos incontáveis de vegetação emergem,

E reinos de barbatanas e pés e asas respiram.